# Remparts d'Alençon
Les remparts d'Alençon sont un ouvrage défensif situé dans le centre-ville d'Alençon, en France destiné à protéger la ville au Moyen Âge.

## Localisation
Les vestiges sont situés sur la commune d'Alençon, dans le département français de l'Orne.

## Architecture
Une partie des vestiges, située près du pont Neuf, est inscrite au titre des monuments historiques depuis le 18 mai 1971.